# Sankt Sigmund im Sellrain
St. Sigmund im Sellrain je obec v Rakousku ve spolkové zemi Tyrolsko v okrese Innsbruck-venkov. V obci žije 175 obyvatel. Hlavním zdrojem příjmu obyvatel je zimní turistika.

## Poloha
St. Sigmund im Sellrain leží v údolí Sellraintal v nadmořské výšce 1 513 metrů a je nejvýše položenou obcí v údolí Sellraintal, bočním údolí odbočujícím z údolí Inntal do Stubaiských Alp. Území obce je rozděleno na dvě části. Horní část tvoří údolí Zirmbach od Kreuzlehnu po Haggen se dvěma bočními údolími Gleirsch a Kraspes. Zadní část údolí Lüsental (dolní údolí) tvoří horní část údolí Melachu s Kniebisem, Praxmarem a Lüsensem, na konci tohoto úzkého údolí dominuje mohutná hora Lüsener Fernerkogel (3298 m n. m.). Do dolního údolí se lze dostat pouze přes Gries im Sellrain, ale z historického hlediska tvoří se Sankt Sigmundem jeden celek.
Nejnižší bod obce je 1350 metrů nad mořem. Nejvyššími polohami jsou Peider Spitze a Seejoch ve výšce 2800 metrů severně od Sankt Sigmundu. Na jihu se v okolí ledovce Lisenser Ferner nachází několik třítisícových vrcholů s nejvyšší horou Vorderer Brunnenkogel (3304 m n. m.).
Obec má rozlohu 102,3 km². Z toho necelá dvě procenta jsou využívána zemědělsky, třináct procent tvoří lesy a pětinu horské pastviny. Téměř dvě třetiny území tvoří vysokohorské území. Z celkové plochy je jedno procento území osídleno.

### Části obce
Obec se skládá ze šesti částí:
| - Kreuzlehn, - Alt-Peida, - Neu-Peida, | - Haggen, - Lüsens, - Praxmar. |

### Sousední obce
| Stams          | Flaurling             | Inzing                      |
| Silz, Umhausen |                       | Gries im Sellrain, Sellrain |
| Längenfeld     | Neustift im Stubaital |                             |

## Historie
První písemná zmínka je uvedena v zápisech Kláštera Ottobeuren v záznamu z let 1152–1167, kde je  Rotte Haggen uváděn jako Gihage se dvěma Schwaighöfe.
Alt-Peida je poprvé zmiňována v listině z roku 1312 jako Ampeide. Pravděpodobně se jedná o předřímské slovo.
Praxmar je zmiňován v roce 1305 jako Prahsmaer a vrací se k rétorománskému bareca sagmaria (seník u Saumsattelu).
St. Sigmund sloužil jako zastávka na trase z Inntalu do středního Ötztalu. Obec v čele údolí byla v letech 1817 a 1970 zasažena těžkými lavinami, proto byla vesnice Alt-Peida v letech 1971–1972 přemístěna a přestavěna na Neu-Peida v prostoru místního kostela svatého Zikmunda.

## Znak
Blason: V modrém poli vlevo odsazený, vpravo prohnutý stříbrný hrot, v pravém modrém poli zlatá koruna.
Znak obci byl udělen tyrolskou zemskou vládou v roce 1987. Koruna je atributem svatého Zikmunda, patrona kostela a jmenovce obce. Stříbrný hrot představuje horu Lüsener Fernerkogel (3296 m n. m.).
Barvy obecní vlajky jsou žlutá a modrá.